# Peter Bergkrantz
Peter Bergkrantz (tidigare Nilson), född 10 juli 1964 i Stockholm, svensk musiker, låtskrivare, producent och musikalisk motor i Pontus och Amerikanerna, skrev det mesta av bandets musik. Ingick i gruppen The White House tillsammans med Pelle Almgren. Bandet gav ut ett självbetitlat album 1995 och splittrades kort därefter.